# یوریا تریسی
یوریا تریسی (به انگلیسی: Uriah Tracy) سناتور سابق عضو حزب فدرالیست (آمریکا) بود. وی در سال ۱۷۹۶ تا ۱۸۰۷ میلادی سناتور ایالت کنتیکت در سنای ایالات متحده آمریکا بود.